# Vultee A-31 Vengeance
El Vultee A-31 Vengeance fue un bombardero en picado estadounidense de la Segunda Guerra Mundial, construido por Vultee Aircraft. Una versión modificada fue designada A-35. El Vengeance no fue usado operacionalmente por los Estados Unidos, pero fue operado como avión de primera línea por la Real Fuerza Aérea Británica, la Real Fuerza Aérea Australiana, y la Fuerza Aérea India en el Sudeste de Asia y en el Pacífico Suroeste. El A-31 permaneció en servicio en unidades estadounidenses hasta 1945, principalmente en tareas de remolcado de blancos.

## Diseño y desarrollo
En 1940, Vultee Aircraft comenzó el diseño de un bombardero en picado monomotor, el Vultee Model 72 (V-72) para cubrir los requerimientos del Armée de l'Air francés. El V-72 fue construido con dinero de la compañía y estaba destinado a la venta en los mercados extranjeros. El V-72 era un monoplano de ala baja monomotor con cabina cerrada y dos tripulantes. Un motor radial Wright GR-2600-A5B-5 Twin Cyclone refrigerado por aire y ajustado a 1200 kW (1600 hp) propulsaba al V-72. Estaba armado con ametralladoras fijas de fuego frontal y en montaje flexible en la cabina trasera, todas de 7,62 mm. El avión también llevaba hasta 680 kg de bombas en una bodega de bombas interna o en soportes alares externos.
El Vengeance fue diseñado únicamente para picar verticalmente, sin que la sustentación del ala empujara el avión lejos del blanco. Para conseguir esto, tenía un ángulo de incidencia de 0º en el ala, para alinear mejor el morro del avión con el blanco durante el picado. Esto resultó en que el avión volaba con una actitud de morro arriba, dando al piloto una pobre visión hacia delante, particularmente durante el aterrizaje. Tenía una poco usual planta alar con forma de “W”. Se debe a un error en el cálculo de su centro de gravedad. Moviendo el ala hacia atrás aflechando la sección central era una solución más simple que rediseñar la raíz alar. Da la impresión de un ala de gaviota invertida vista desde cierto ángulo, cuando de hecho el ala tiene un diedro de lo más convencional en los paneles alares externos.
Francia emitió una orden de 300 V-72, con la intención de que las entregas comenzaran en octubre de 1940. La caída de Francia en junio de 1940 detuvo estos planes, pero al mismo tiempo la British Purchasing Comission, impresionada por las prestaciones del Junkers Ju 87 alemán, estaba  buscando un bombardero en picado para la Real Fuerza Aérea, y como era el único avión disponible, ordenó 200 V-72 (llamado Vengeance por Vultee) el 3 de julio de 1940, con órdenes de otros 100 ejemplares emplazadas para diciembre. Como la fábrica de Vultee en Downey ya estaba ocupada construyendo entrenadores BT-13 Valiant, los aviones iban a ser construidos en la fábrica de Stinson en Nashville, y bajo licencia por Northrop en Hawthorne, California.
El primer prototipo del V-72 voló desde la fábrica de Vultee en Downey, California, el 30 de marzo de 1941. Inglaterra ordenó aviones adicionales en junio de 1941 bajo el formato de Préstamo y Arriendo, otorgándoseles la designación A-31 del Cuerpo Aéreo del Ejército estadounidense.
Después de que los Estados Unidos entraran en la guerra tras el ataque a Pearl Harbor, una cantidad de aviones V-72 y A-31 fue recuperada para su uso por las USAAF. Como las USAAF estaban interesadas en el bombardeo en picado, decidieron ordenar la producción de una versión mejorada del Vengeance, designada A-35, tanto para su propio uso como para suministrar a sus aliados bajo el programa de Préstamo y Arriendo. Estaba equipado con un motor Wright R-2600-19 Twin Cyclone más potente y armamento mejorado. Los pilotos de pruebas del Ejército estadounidense estaban disgustados por la pobre visibilidad del piloto debida al ala de incidencia cero, siendo esto "corregido" en el A-35, dándole una mejor actitud en crucero pero perdiendo su precisión como bombardero en picado.
Cuando la producción del Vengeance se completó en 1944, se había producido un total de 1931 aviones. La mayor parte fue producida en la planta de Vultee en Nashville, Tennessee.
La indecisión acerca de qué modelo de avión lo reemplazaría en la en planta de Vultee, provocó la realización de varios “contratos de trabajo” de aviones Vengeance, para evitar la dispersión de la mano de obra cualificada. Esto resultó en una sobreproducción de lo que estaba considerado como un avión obsoleto.

### Evaluación

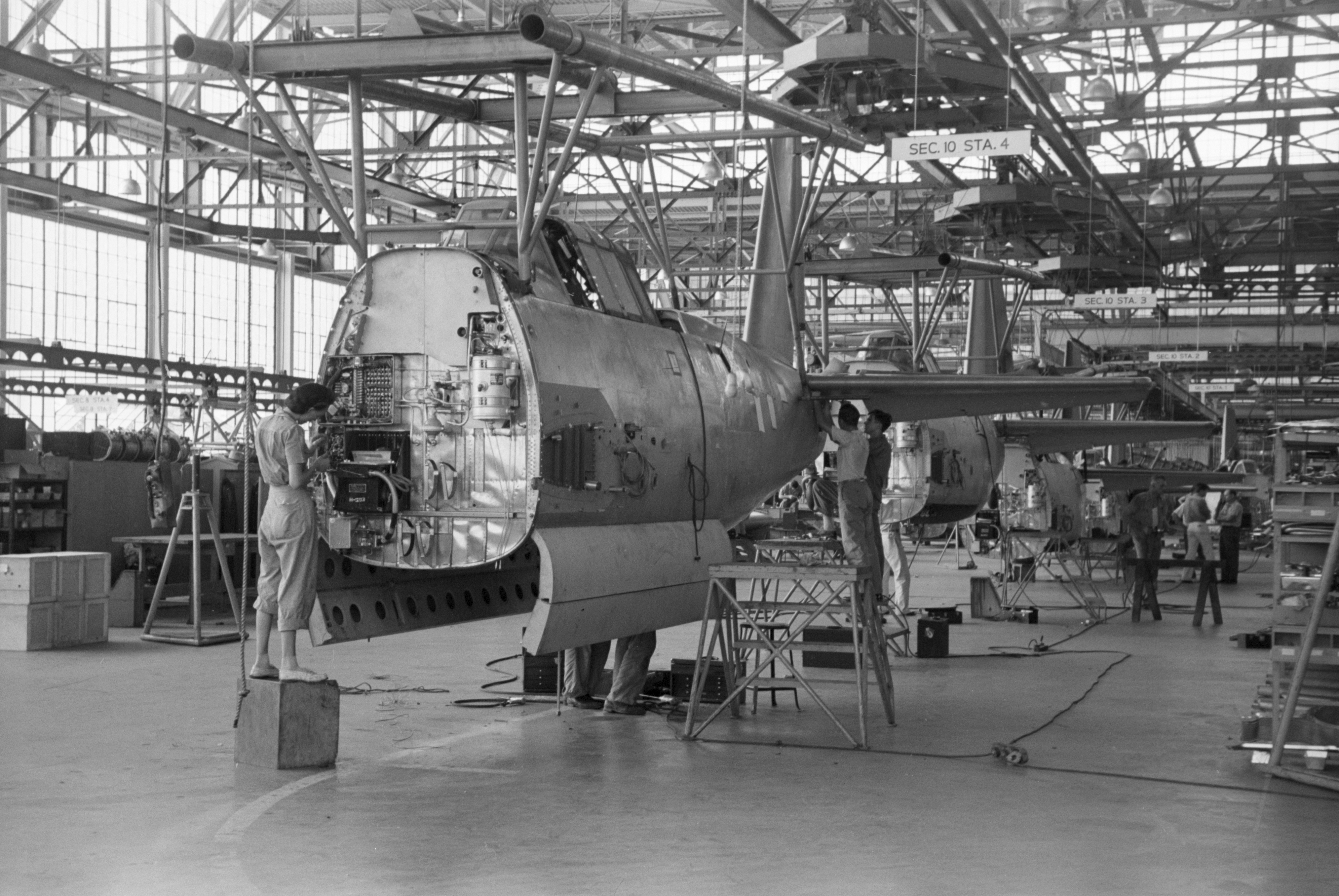
Línea de montaje de Vultee en agosto de 1942.

La experiencia operacional con otros aviones de bombardeo en picado de la época, como el Blackburn Skua, Junkers Ju 87 Stuka, Aichi D3A "Val", Douglas Dauntless, Breda Ba.65 y Curtiss SB2C Helldiver, indicaba que el Vengeance sería vulnerable a los cazas enemigos. Para ser efectivos, todos estos aviones requerían un entorno de superioridad aérea local y escolta de cazas. La escolta de cazas y la falta de oposición de cazas en los teatros en los que sirvió, combinado con su capacidad de picado vertical, significaron que el Vengeance sufriera ligeras pérdidas en combate.
Las primeras experiencias con el avión mostraron que tenía problemas de refrigeración del motor. En servicio, los británicos se las arreglaron para solventar estos problemas, pero los aviones de la Francia Libre que no habían resuelto estos problemas fueron declarados antieconómicos o no fiables de operar y fueron inmovilizados en tierra. 
El avión fue descrito como estable en vuelo y en picado, con gran control del elevador y del timón, pero con ligero control de los alerones. La visibilidad delantera fue considerada pobre debido al gran motor radial. Hubo una serie de accidentes fatales con el Vengeance debido a procedimientos de picado inapropiados y a un problema del centro de gravedad surgido cuando el avión era volado con la cubierta de la cabina trasera abierta, pero sin artillero trasero. 
En combate, el modelo fue considerado robusto, confiable, estable y en general con buen comportamiento. Las fuerzas de la Commonwealth operaron el modelo de mayo de 1942 a julio de 1944. Birmania tendía a ser una baja prioridad para los planes aéreos aliados, y las fuerzas en aquel teatro recibían lo que sobraba. Aviones como el Vickers Wellington y el Hawker Hurricane pasaron sus últimos días en Birmania. El Vengeance entró en combate de forma considerable, atacando los suministros, las comunicaciones y las concentraciones de tropas japoneses en Birmania. Su servicio en aquel teatro ha sido descrito como “...muy efectivo...”.
Peter Smith, autor de Jungle Dive Bombers at War, escribió que “sus pilotos tenían dificultad en despegar del suelo con una carga completa. En Newton Field usaban toda la longitud de la pista de 6000 pies antes de despegar. Los aviones Kittyhawk podían llevar la misma carga de bombas y además hacerse cargo de realizar pasadas de ametrallamiento".
En contraste, muchas tripulaciones hablaban bien del Vengeance: “ciertamente yo no tuve esa experiencia con el Vultee. No recuerdo incidentes de pilotos que tuvieran dificultad en despegar con cargas completas de bombas, y el Kittyhawk no podía llevar la misma carga de bombas incluso después de que fuera reforzado su tren de aterrizaje. Recuerdo el Vultee como un avión encantador de volar, un avión que era difícil de que entrara en pérdida y que era totalmente acrobático. Podías hacer cualquier cosa en ellos, toneles, bucles, giros de pérdida, y había suficiente espacio en la cabina para hacer un baile. Me gustaba volarlos, aunque muchos tipos pensaban que eran demasiado incómodos”.

## Historia operacional

### Reino Unido e India

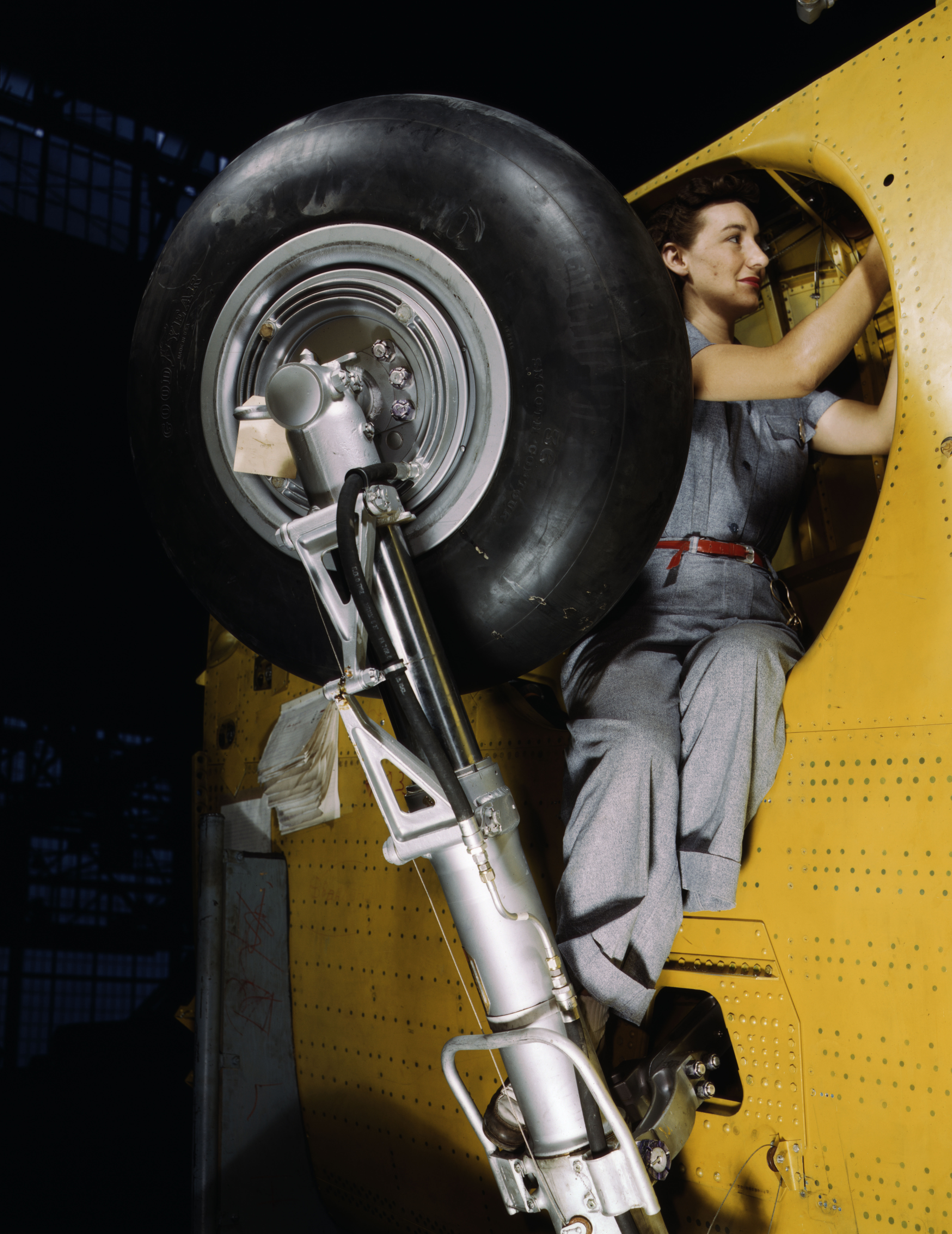
Trabajadora en la Vultee-Nashville realiza ajustes de mantenimiento en un tren de aterrizaje en 1942.

Por la época en que Inglaterra había recibido grandes cantidades de aviones Vengeance, su opinión sobre la utilidad de los bombarderos en picado especializados había cambiado. Ya que la Batalla de Inglaterra y las operaciones sobre el norte de África habían demostrado que los bombarderos en picado eran vulnerables al ataque de los cazas, rechazaron el Vengeance para su uso sobre Europa Occidental o el Mediterráneo. Se decidió usar el modelo en el Teatro de Birmania para hacerse cargo de operaciones de bombardero en picado en apoyo cercano de las tropas británicas e indias en las junglas.
Los primeros escuadrones de la RAF (No. 82 y No. 110) recibieron aviones Vengeance en octubre de 1942. Las primeras misiones de bombardeo en picado contra las fuerzas japonesas fueron realizadas el 19 de marzo de 1943. Dos escuadrones más de la RAF en Birmania recibieron Vengeance (No. 84 y No. 45), junto con dos escuadrones de la Fuerza Aérea India (IAF) (No. 7 y No. 8).
Los Vengeance fueron muy desplegados en apoyo de la segunda campaña de Arakan de 1943/44, y en la defensa contra los ataques japoneses a Imphal y Kohima de abril-julio de 1944. Tras la exitosa derrota del ataque japonés, la RAF y la IAF comenzaron a reducir el número de Vengeance en favor de cazabombarderos más versátiles y bombarderos ligeros bimotores, siendo realizadas las últimas operaciones del Vengeance sobre Birmania el 16 de julio de 1944.
Tras de servicio en Birmania, un destacamento del 110 Squadron RAF fue enviado a Takoradi en África Occidental vía Oriente Medio, averiándose una cantidad de aviones en ruta. Entre septiembre y diciembre de 1944, once Vultee tomaron parte en pruebas de fumigado contra los mosquitos de la malaria, usando pulverizadores subalares.
Aunque retirado del servicio en primera línea por la RAF, Inglaterra continuó recibiendo grandes cantidades de Vengeance, con entregas a granel de aviones del Préstamo y Arriendo (en contra de los comprados directamente por Inglaterra) que acababa de comenzar. Muchos de estos aviones excedentes, incluyendo la mayoría de los Vengeance Mk.IV, fueron entregados al Reino Unido y modificados como remolcadores de blancos, siendo usados en esta tarea tanto por la RAF como por la Fleet Air Arm (FAA) de la Marina Real. En estas tareas, todo el armamento fue desmontado de los aviones.

### Australia
Australia emitió una orden por 400 Vengeance como medida de emergencia tras el comienzo de la guerra en el Pacífico, encontrándose con una mezcla de ejemplares de Préstamo y Arriendo y diversiones de las órdenes originales británicas. Mientras que el primer Vengeance fue entregado a la Real Fuerza Aérea Australiana (RAAF) en mayo de 1942, los aviones no llegaron en números sustanciales hasta abril de 1943. El primer escuadrón de Vengeance de la RAAF, el No. 12 Squadron, voló su primera misión operacional contra la Isla de Selaru en las Indias Orientales Neerlandesas. Los escuadrones equipados con Vengeance incluían los No. 12, 21, 23, 24 y 25 Squadrons. De estos, todos, excepto el 25 Squadron, sirvieron brevemente en la Campaña de Nueva Guinea. Los Vengeance australianos realizaron sus últimas salidas operacionales el 8 de marzo de 1944, y fueron considerados menos eficientes que los cazabombarderos, al tener un corto alcance y requerir una larga pista de despegue, y fueron retirados para permitir que cazabombarderos más efectivos entraran en el área avanzada. Los escuadrones de Vengeance fueron reequipados con bombarderos pesados Consolidated B-24 Liberator.
La opinión de las limitaciones del Vengeance es cuestionada por Peter Smith en Jungle Dive Bombers at War: “La precisión y habilidad del método del bombardeo en picado... y su clara superioridad sobre la mayoría de los otros métodos de ataque aéreo cuando se realizaba para destruir objetivos pequeños y bien camuflados en un terreno difícil, se probó una y otra vez en las campañas de las junglas asiáticas. Sin embargo, los hombres que alcanzaron estos excelentes resultados, por su economía de esfuerzo y comparativamente pequeñas pérdidas, eran solo un puñado de pilotos que habían sido olvidados en la abrumadora masa de las flotas de bombarderos medios y pesados que estaban golpeando Europa y Asia en 1945”.
Esta capacidad fue ejemplificada en los ataques de los No. 21 y 23 Squadron de la RAAF en la Bahía Hansay. Smith escribió: “... las colinas cubiertas de selva y las islas de tierras olvidadas o desconocidas se convertirían en el escenario principal de la expresión última de las habilidades del bombardero en picado”. Aunque la RAAF todavía tenía 58 Vengeance bajo pedido en marzo de 1944, esta orden fue cancelada y los aviones nunca fueron entregados. Pequeñas cantidades de Vengeance permanecieron en servicio en unidades de apoyo y pruebas hasta 1946. 

### Brasil
33 V-72 y A-35 fueron suministrados a Brasil desde 1943, haciéndose cargo de unas pocas patrullas antisubmarinas. Fueron retirados en abril de 1948.

### Francia Libre
La Fuerza Aérea de la Francia Libre recibió 67 A-35A y B en 1943, siendo usados para equipar 3 grupos de bombardeo en el Norte de África. Sin embargo, los franceses, dispuestos a poner el avión en servicio tan pronto como fuera posible, no incorporaron las necesarias mejoras encontradas por Gran Bretaña y Australia, así que sus aviones demostraron ser poco fiables y tener un extremadamente alto consumo de aceite. Por ello, fueron restringidos a realizar operaciones de entrenamiento, siendo finalmente retirados en septiembre de 1944.

### Estados Unidos

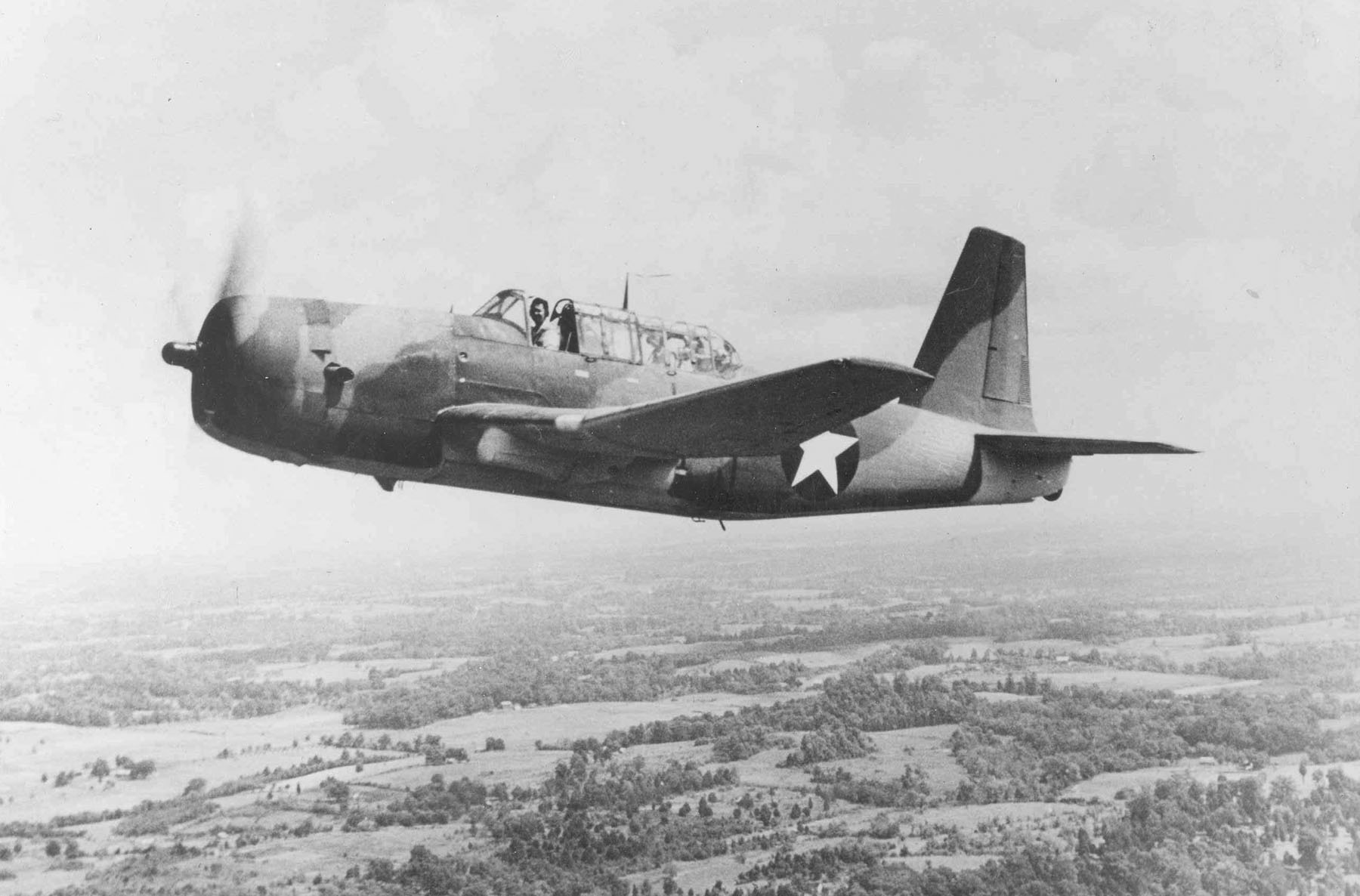
Un A-35B en vuelo. Ésta es una conversión en remolcador de blancos con todo el armamento desmontado.

Aunque los Estados Unidos recibieron 243 V-72 y A-31 desviados de las órdenes de la RAF, junto con grandes cantidades de A-35 específicamente construidos para su fuerza aérea, no entraron en combate, siendo usados como equipamiento inicial de los escuadrones de bombardeo ligero que se reequipaban con aviones bimotores antes de desplegar a ultramar, como entrenadores o remolcadores de blancos.
Desde abril de 1944, estuvieron disponibles una cantidad de Vengeance Mk.IV de la serie I para la Octava Fuerza Aérea y fueron asignados a realizar vuelos de remolcado de blancos y a estaciones de los Centros de Reemplazo de Tripulaciones de Combate (CCRC). Todo el armamento fue desmontado y fue equipado con un cabrestante de cable ligero en el fuselaje trasero para el remolcado de blancos. Algunos de estos aviones continuaron volando con las insignias nacionales y números de serie británicos. A finales de junio de 1944, había 7 A-35B en RAF Cluntoe, 7 en Greencastle, 10 en RAF Sutton Bridge y 6 en RAF East Wretham. Cuando los CCRC fueron disueltos en el otoño, los A-35B fueron transferidos a grupos de combate, teniendo la mayoría de los grupos de cazas y algunos de bombardeo uno a mano por algún tiempo durante 1945. Los A-35B no mostraron un alto grado de utilidad y, en general, fueron considerados problemáticos de mantener. También fueron designados el RA-35B (R por Restringido) por esa época.

## Variantes

### Variantes de la RAF
Vengeance I
Vultee V-72 construidos bajo licencia por Northrop y ordenados directamente por Gran Bretaña, propulsados por un motor R-2600-A5B de 1200 kW (1600 hp). 200 construidos.
Vengeance IA
Aviones construidos por Northrop comprados bajo el Préstamo y Arriendo, propulsados por un motor R-2600-19 de 1200 kW (1600 hp), por lo demás similar al Vengeance I. Designación de las USAAF A-31-NO. 200 construidos.
Vengeance II
Aviones construidos por Vultee directamente comprados por Gran Bretaña. Pequeñas diferencias con el Vengeance I. 501 construidos.
Vengeance III
Aviones construidos por Vultee del Préstamo y Arriendo. Similares al IA. designación de las USAAF A-31-VN. 200 construidos.
Vengeance IV
A-35B suministrados bajo el Préstamo y Arriendo, 458 a la RAF y 121 a la RAAF.

### Variantes estadounidenses
XA-31A
Prototipo redesignado del Vengeance aceptado por las USAAF en junio de 1942. Designación V-88 de Vultee.
A-31B
XA-31A modificado como bancada para el Pratt & Whitney XR-4360-1 Wasp Major de 2240 kW (3000 hp).
XA-31C
Vengeance III modificado como bancada para el motor Wright R-3350-18 Duplex Cyclone de 1640 kW (2200 hp). Uno convertido.
YA-31C
Vengeance III modificados como bancada para los motores R-3350-17 del B-29 Superfortress. 5 construidos.
A-35A
Versión redesignada para las USAAF y el Préstamo y Arriendo. Incidencia del ala de 4 grados. Propulsado por un motor R-2600-13 u -8 de 1269 kW (1700 hp). Cuatro ametralladoras Browning M2 de 12,7 mm de fuego frontal y una en la cabina trasera. Designación V-88 de Vultee. 99 aviones construidos.
A-35B
Aviones modificados con 6 ametralladoras de 12,7 mm de fuego frontal y soportes para bombas adicionales. 831 construidos.
TBV-1 Georgia
A-35B destinados a entrar de servicio con la Armada estadounidense, orden cancelada.

## Operadores
Australia
- Real Fuerza Aérea Australiana[17]

 Brasil
- Fuerza Aérea Brasileña[24]

 Estados Unidos
- Fuerzas Aéreas del Ejército de los Estados Unidos[24]

 Francia
- Fuerza Aérea de la Francia Libre[24]

 India
- Fuerza Aérea India

 Reino Unido
- Real Fuerza Aérea Británica[25]
- Fleet Air Arm[24] de la Marina Real británica

## Supervivientes
- Un Vengeance IA completo que no entró en servicio de escuadrón, serial number A27-99 (EZ999), es exhibido en el Camden Museum of Aviation en Narellan, Nueva Gales del Sur, Australia.
- Los componentes del Vengeance IIA A24-247 están en posesión de la Historic Aircraft Restoration Society, Australia, para formar la base de un proyecto de restauración.

## Especificaciones (Vengeance I)
Referencia datos: British Warplanes of World War II

### Características generales
- Tripulación: Dos (piloto, navegador/artillero)
- Longitud: 12,1 m (39,8 ft)
- Envergadura: 14,6 m (48 ft)
- Altura: 4,7 m (15,3 ft)
- Superficie alar: 30,8 m² (332 ft²)
- Peso vacío: 4411 kg (9721,8 lb)
- Peso máximo al despegue: 6486 kg (14 295,1 lb)
- Planta motriz: 1× motor radial de 14 cilindros en dos filas refrigerado por aire Wright R-2600-A5B-5 Twin Cyclone.
  - Potencia: 1193 kW (1645 HP; 1622 CV)

### Rendimiento
- Velocidad máxima operativa (Vno): 443 km/h (275 MPH; 239 kt) a 3350 m
- Velocidad crucero (Vc): 378 km/h (235 MPH; 204 kt)
- Alcance: 2253 km (1217 nmi; 1400 mi)
- Techo de vuelo: 6860 m (22 507 ft)
- Carga alar: 210 kg/m² (43 lb/ft²)
- Potencia/peso: 0,18 kW/kg (0,11 hp/lb)

### Armamento
- Ametralladoras: 

  - 4x Ametralladora Browning M1919 de 7,62 mm fijas de tiro frontal
  - 2 de 7,6 o de 7,7 mm flexibles en la cabina trasera[nota 2]
- Bombas: 

  - 2 de 230 kg en bodega interna
  - 2 de 110 kg en soportes alares

## Aeronaves relacionadas

### Aeronaves similares
- Junkers Ju 87
- Curtiss SB2C Helldiver
- Douglas SBD Dauntless
- Breda Ba.65
- Aichi D3A
- Blackburn Skua
- Saab 17

### Secuencias de designación
- Secuencia V-_ (interna de Vultee): ← V-57 - V-58 - V-61 - V-69 - V-70 - V-72 - V-74 - V-75 - V-76 --  V-80 - V-83 - V-84 - V-85 - V-86 - V-88 - V-90
- Secuencia A-_ (Aviones de Ataque del USAAS/USAAC/USAAF, 1924-1947): ← A-28 - A-29 - A-30 - A-31 - A-32 - A-33 - A-34 - A-35 - A-36 - A-37 - A-38 →
- Secuencia TB_V (Bombarderos-torpederos de la Armada estadounidense, 1935-1946 (Vultee, 1943-1945)): TBV